# چارلز لمب
چارلز لمب (به انگلیسی: Charles Lamb) ‏ (۱۷۷۵–۱۸۳۴)، نویسنده و مقاله‌نویس انگلیسی بود. وی یکی از ادبای بزرگ انگلیس بود که برای نوشتن کتاب‌هایی مانند مقالات مقالات الیا و قصه‌هایی از شکسپیر به شهرت رسید. البته کتاب‌های قصه‌هایی از شکسپیر را به کمک خواهرش مری لمب نوشته و منتشر کرد.
چارلز لمب اشعاری نیز سروده که سهم بسزایی در محافل ادبی انگلستان دارد.

## آثار، کتابها
- داستان‌های شکسپیر: آنطور که تو بخواهی
- داستان‌های شکسپیر: رومئو و ژولیت
- داستان‌های شکسپیر: طوفان
- داستان‌های شکسپیر: نجیب‌زادگان ورونایی
- داستان‌های شکسپیر: اتللو
- داستان‌های شکسپیر: رؤیای نیم‌شب تابستان
- داستان‌های شکسپیر: قصه زمستان
- داستان‌های شکسپیر: هملت
- داستان‌های شکسپیر: اشتباهات مضحک
- داستان‌های شکسپیر: سنجش گناه با ترازوی مهر
- داستان‌های شکسپیر: لیرشاه
- داستان‌های شکسپیر: هیاهوی بسیار برای هیچ
- داستان‌های شکسپیر: تیمون، بزرگزاده آتنی
- داستان‌های شکسپیر: شب دوازدهم یا آنچه شما بخواهید
- داستان‌های شکسپیر: مکبث
- داستان‌های شکسپیر: سیمبلین، فرمانروای بریتانیا

## مقاله
- مقالات الیا

## گفتاورد
هیچ چیز بدتر از بی‌کاری نیست؛ زیرا انسان در این زمان مغزِ خودش را می‌خورد و این از بدترین آفات و امراضِ انسانی است.